# Gene Sperling

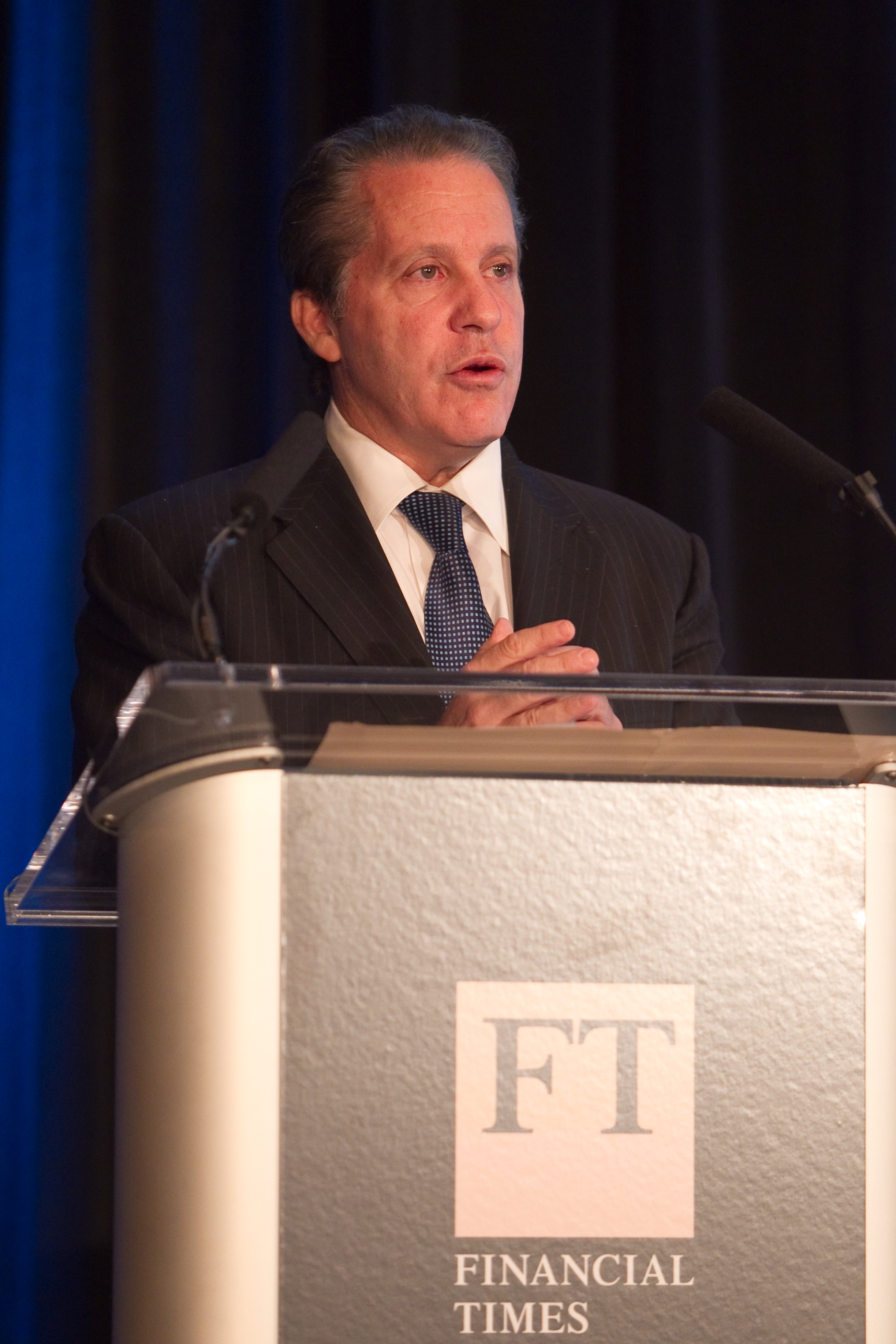
Gene Sperling

Gene B. Sperling (* 24. Dezember 1958 in Ann Arbor, Michigan) ist ein US-amerikanischer Wirtschaftswissenschaftler. Als Nachfolger von Lawrence Summers wird er Leiter des Nationalen Wirtschaftsrates (National Economic Council) im Weißen Haus. Zuvor diente Sperling als Berater für Minister Timothy F. Geithner. Sperling ist Mitglied des Council on Foreign Relations.

## Leben
Nach Besuch der Community High School in Ann Arbor machte Sperling an der University of Minnesota einen B.A. in Politikwissenschaften. Anschließend erwarb er einen J.D. an der Yale Law School und absolvierte die Wharton School der University of Pennsylvania. In den 1990er Jahren arbeitete Sperling für den Gouverneur von New York, Mario Cuomo.
Während der ersten Amtszeit von Präsident Bill Clinton diente Sperling als stellvertretender Leiter des National Economic Council, der damals von Robert Rubin geleitet wurde. Als dieser zum Finanzminister der Vereinigten Staaten befördert wurde, übernahm Sperling von 1996 bis 2000 die Leitung des Wirtschaftsrates. 

## Werke
- mit Walter E. Dellinger (1989): "Abortion and the Supreme Court: The Retreat from Roe v. Wade" University of Pennsylvania Law Review, 138(1), S. 83–118.
- Barbara Herz and Gene B. Sperling, 2004. What Works In Girls' Education: Evidence And Policies From The Developing World, Council on Foreign Relations Press. Zusammenfassung und Vorschau. ISBN 978-0876093443
- Judicial Right Declaration and Entrenched Discrimination Yale Law Journal 1985, 94(7), S. 1741–1765.
- "Toward Universal Education: Making a Promise, and Keeping It" Foreign Affairs 2001, 80(5), S. 7–13.
- The Pro-Growth Progressive: An Economic Strategy for Shared Prosperity, Zusammenfassung und Vorschau Simon & Schuster, 2005. ISBN 978-0743237536
- mit William Treanor (1993): "Prospective Overruling and the Revival of 'Unconstitutional' Statutes" Columbia Law Review, 93(8), S. 1902–1955.